# مختار الصحاح
مختار الصحاح كتبه محمد بن أبي بكر بن عبد القادر الرازي، وكان قد اختصره عن تاج اللغة وصحاح العربية تاركاً ترتيب مداخله حسب الترتيب التقليدي، أي بدءاً بحروف أواخر الكلمات.
امتاز معجم مختار الصحاح بإشارته في كثير من الأحيان في صدد الألفاظ الضعيفة والرديئة والمعربة وذكر الألفاظ الندرة والأضداد وعنايته بجوانب الصرف من اشتقاق وإبدال وإعلال.
صدر معجم مختار الصحاح أول مرة في مجلدين بمطبعة بولاق المصرية عام 1865 وصدرت الطبعة الثانية عام 1957 بتحقيق أحمد عبد الغفور عطار.
توالت طبعات مختار الصحاح وتزايد الإقبال عليه بشكل حفز وزارة المعارف المصرية في العقد الثاني من القرن العشرين إلى رعاية إصدار طبعة منه مرتبة أبجدياً ليسهل استعماله. وانتشرت تلك الطبعة بأحجام متفاوتة وأعيد طبعها عدة مرات.

## مجموعة من الطبعات المختلفة من الكتاب
يوجد عشرات وربما مئات من الطبعات والتنقيحات من هذا الكتاب وطُبِعَ قسم كبير من هذه النسخ في مطابع ودور ومكتبات العراق ولبنان وسوريا ومصر.

مختار الصحاح طبعة مكتبة لبنان، طبعت هذه النسخة عام 1989م
مختار الصحاح طبعة المكتبة العصرية - الدار النموذجية - بيروت، طبعت هذه النسخة عام 1999م
مختار الصحاح طبعة دار الفيحاء ودار المنهل - دمشق.
مختار الصحاح طبعة بيت الأفكار الدولية عدد الصفحات (351).
مختار الصحاح طبعة دار السلام.
مختار الصحاح طبعة دار الجيل، طبعت هذه النسخة عام 1987م عدد الصفحات (748) الوزن (425) غرام القياس (16 × 12)سم.

## مخطوط للكتاب
- توجد للكتاب نسخة خطية مخطوطة على موقع جامعة الملك سعود